# Alex Browning
Alex Browning é um personagem fictício da série de filmes Final Destination (Premonição). Foi interpretado pelo ator Devon Sawa. No filme, Alex tem a capacidade de prever a morte de seus amigos e tenta salvá-los de seus destinos.

## História do personagem
Alex B. é um jovem prestes a concluir o ensino médio, empolgado com sua formatura. No grande dia, ele embarca em uma viagem para Paris ao lado de 40 colegas de escola e alguns professores. No entanto, ao entrar no avião, Alex nota algo estranho: a mesinha da poltrona à sua frente não fecha corretamente. O que parece apenas um detalhe insignificante logo dá lugar a algo mais assustador. Quando o avião começa a tremer, todos acreditam ser apenas uma turbulência. Mas, de repente, uma das laterais da aeronave explode, causando a morte de todos a bordo, incluindo Alex. 
Alex acorda em um sobressalto, encharcado de suor, aliviado ao perceber que tudo não passou de um sonho. Contudo, quando detalhes de sua visão começam a acontecer na realidade, ele é tomado pelo pânico. Determinado a mudar o curso dos acontecimentos, Alex convence cinco amigos — Carter, Terry, Billy, Tod e Clear — além da professora Valerie Lewton, a saírem do avião antes da decolagem. Enquanto discutem do lado de fora, o pior acontece: o avião explode, exatamente como Alex havia previsto, deixando todos em estado de choque.
Um mês depois, o grupo acredita que o perigo ficou para trás. Mas a tranquilidade é abalada quando Tod Wagner, o melhor amigo de Alex, morre de forma trágica, enforcado em uma banheira. Essa morte faz Alex perceber que a ameaça ainda paira sobre eles. Ele se aproxima de Clear Rivers, e juntos, com Carter, começam a investigar e entender o "plano da morte."
Seis meses mais tarde, o trio viaja para Paris, mas o destino continua implacável. Carter é esmagado por uma placa de outdoor, e algum tempo depois, Alex é morto ao ser atingido por um tijolo. Clear, profundamente abalada pela perda, se interna em uma clínica psicológica para lidar com o trauma.

Na sequência, Premonição 2, Clear decide sair da clínica para ajudar outras pessoas a enfrentarem o ciclo mortal. Curiosamente, no final alternativo do primeiro filme, Alex tem um destino diferente: ele morre eletrocutado ao salvar Clear da morte iminente.